# Got Me Wrong
Got Me Wrong – singel promocyjny amerykańskiego zespołu muzycznego Alice in Chains, wydany na potrzeby filmu niskobudżetowego Clerks – Sprzedawcy w reżyserii Kevina Smitha. Został opublikowany w listopadzie 1994. Czas trwania utworu wynosi 4 minuty i 12 sekund. Autorem tekstu i kompozytorem jest Jerry Cantrell. Pierwotnie kompozycja została zamieszczona na minialbumie Sap (1992). W 1996 „Got Me Wrong”, pochodzący z koncertu Alice in Chains w ramach MTV Unplugged, został wydany przez Columbia na singlu promocyjnym.

## Geneza
„Got Me Wrong” został skomponowany przez Jerry’ego Cantrella pod koniec 1991, gdy członkowie zespołu przystąpili do prac nad materiałem na drugi album studyjny i ścieżką dźwiękową do filmu Samotnicy (1992, reż. Cameron Crowe). Proces nagrań odbył się w London Bridge Studio w Seattle w stanie Waszyngton. Część nagranego materiału została wykorzystana na minialbumie Sap (1992). „Gdy przygotowywaliśmy demo na drugą płytę, powstało trochę materiału, który nam się bardzo podobał, lecz nie odzwierciedlał stylu zespołu. Mieliśmy świetną muzykę, którą szkoda było stracić, która pewnie nie trafiłaby na album. Postanowiliśmy wydać EP. Sami to zrobiliśmy, sami wyprodukowaliśmy” – wspominał Cantrell na łamach „Guitar World”.

## Analiza
W książeczce dołączonej do retrospekcyjnego albumu kompilacyjnego Music Bank (1999), Cantrell stwierdził, że tematyka utworu koncentruje się na relacjach interpersonalnych. „To o dziewczynie z którą spotykałem się w czasie, kiedy zerwałem ze swoją prawdziwą miłością. Wiele razy będziesz musiał komuś powiedzieć dlaczego nie chcesz być w związku, jakiego rodzaju człowiekiem jesteś. Zostaniesz wysłuchany, lecz będą sądzić, że mogą cię zmienić. Właśnie o tym opowiada ten utwór”.
Brzmienie utworu utrzymane jest w alternatywnym klimacie, gdzie główną rolę odgrywają połączone partie gitar akustycznych z elektrycznymi. Te drugie wysuwają się na pierwszy plan w refrenach, przez co kompozycja zyskuje na większym ciężarze i dynamice. Zwrotki przeplatane są krótkimi bluesowymi solówkami. Cechą charakterystyczną są również zharmonizowane linie wokalne Layne’a Staleya i Cantrella.

## Wydanie
„Got Me Wrong” został opublikowany w formacie promocyjnym w listopadzie 1994 na potrzeby filmu niskobudżetowego Clerks – Sprzedawcy (1994, reż. Kevin Smith), zyskując uznanie w rozgłośniach radiowych. W 1996 utwór ponownie wydano w formacie promocyjnym (na CD), w wersji pochodzącej z koncertu MTV Unplugged. Singel ukazał się nakładem wytwórni Columbia pod numerem katalogowym XPCD815.
W późniejszym czasie kompozycja weszła w skład albumu kompilacyjnego Nothing Safe: Best of the Box (1999) – gdzie została zamieszczona w wersji pochodzącej z albumu Unplugged (1996) – oraz retrospekcyjnego box setu Music Bank. „Got Me Wrong” znalazł się także na kompilacji The Essential Alice in Chains (2006).

## Odbiór

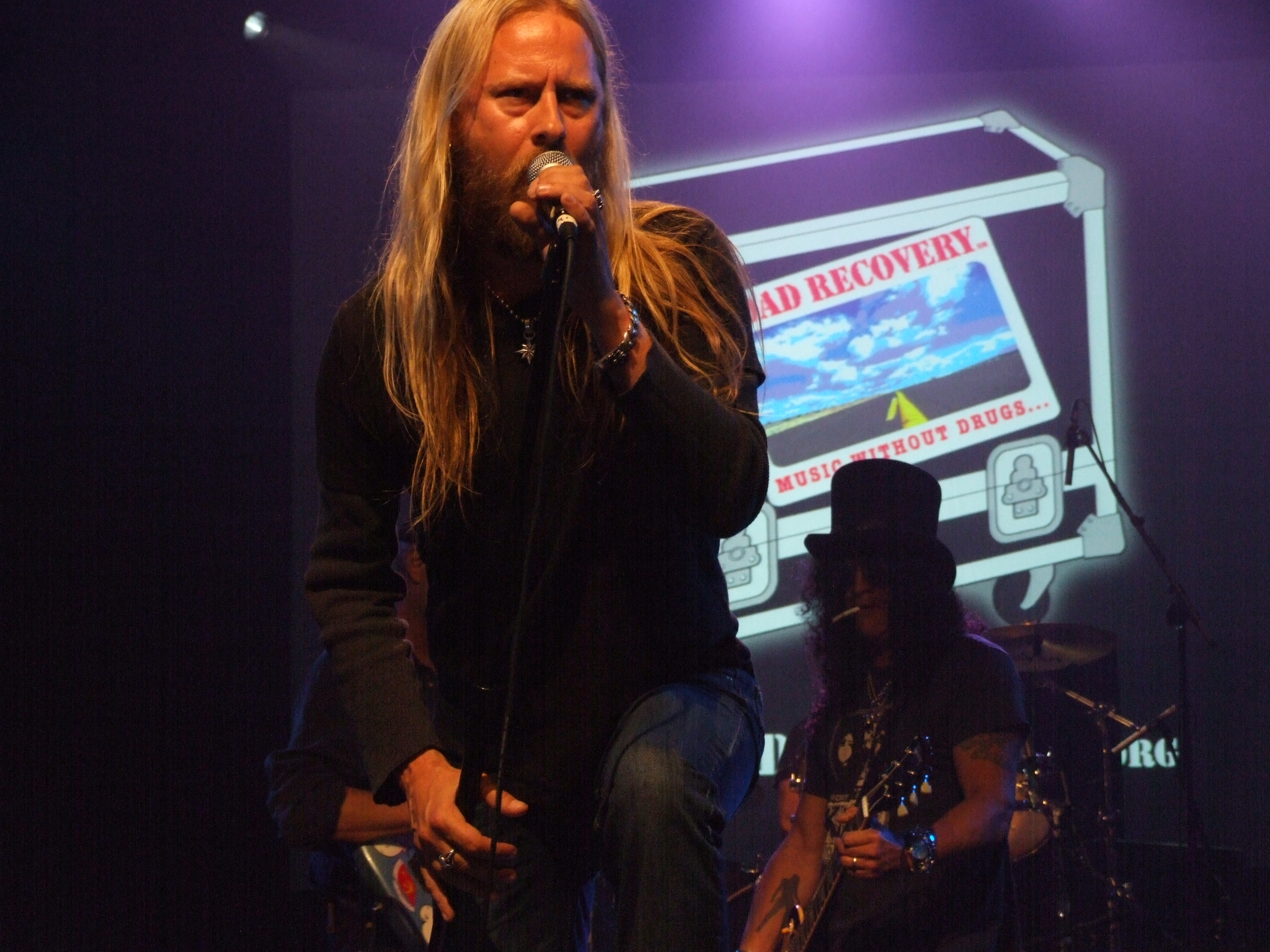
Cantrell często wykonywał utwór podczas solowych koncertów

### Krytyczny
Ned Raggett z AllMusic stwierdził w swojej ocenie, że grupa Alice in Chains może równie dobrze komponować ciężkie utwory utrzymane w tonacji heavymetalowej, jak i łagodne melodyjne ballady, oparte na akompaniamencie gitar akustycznych. „Layne Staley śpiewa w bardziej oczekiwany sposób w refrenach, lecz w zwrotkach, z uwagi na bębnienie [Seana] Kinneya oraz mocne akustyczne riffy, utrzymuje tempo, co pokazuje znacznie bardziej wrażliwy głos niż wcześniej, wyższy, posiadający znajomy brzdęk. Śpiew Cantrella wyróżnia się w niektórych punktach, w atrakcyjny sposób kontrastując się ze Staleyem”. Autor kompozycję określił jako „jedną z najcieplejszych i najbardziej inspirujących rzeczy jaką stworzył zespół”. Kristina Estlund napisała na łamach magazynu „Rock Beat”, że partie gitar są „niesamowite”. Jordan Babula z miesięcznika „Teraz Rock”, zwrócił uwagę na przesterowane gitary w refrenach utworu.

### Komercyjny
31 grudnia 1994 „Got Me Wrong” zadebiutował na 31. lokacie listy przebojów tygodnika „Billboard” Album Rock Tracks. 4 marca 1995, po dziesięciu tygodniach, uplasował się na 7. pozycji. Łącznie utwór notowany był na liście przez dwadzieścia jeden tygodni. 10 grudnia 1994 kompozycja zadebiutowała na 40. miejscu w zestawieniu Modern Rock Tracks, gdzie po sześciu tygodniach, 14 stycznia 1995 uplasowała się na 22. lokacie.

## Utwór na koncertach
Utwór „Got Me Wrong” po raz pierwszy został wykonany na żywo po czterech latach od momentu wydania. Zadebiutował na koncercie z serii MTV Unplugged, który odbył się 10 kwietnia 1996 w nowojorskim Majestic Theatre w Brooklyn Academy of Music. Zapis wydarzenia ukazał się na płycie Unplugged. Było to jedyne wykonanie utworu z wokalistą Layne’em Staleyem. Ponownie „Got Me Wrong” został wykonany na żywo 18 lutego 2005 w Premier Nightclub w Seattle, w trakcie pierwszego reaktywacyjnego występu. Obecnie regularnie pojawia się podczas tras koncertowych zespołu.

## Lista utworów na singlu
Promo:
| Nr | Tytuł utworu   | Autorzy        | Długość |
| -- | -------------- | -------------- | ------- |
| 1. | „Got Me Wrong” | Jerry Cantrell | 4:12    |

singel CD (XPCD815):
| Nr | Tytuł utworu                       | Autorzy  | Długość |
| -- | ---------------------------------- | -------- | ------- |
| 1. | „Got Me Wrong” (wersja koncertowa) | Cantrell | 4:23    |
| 2. | „No Excuses” (wersja koncertowa)   | Cantrell | 4:57    |
| 3. | „Would?” (wersja koncertowa)       | Cantrell | 3:43    |
|    |                                    |          | 13:03   |

## Personel
Opracowano na podstawie materiału źródłowego:
|  | Alice in Chains - Layne Staley – śpiew - Jerry Cantrell – śpiew, gitara akustyczna, gitara elektryczna, wokal wspierający - Mike Starr – gitara basowa - Sean Kinney – perkusja | Produkcja - Producent muzyczny: Rick Parashar - Inżynier dźwięku: Jonathan Plum - Mastering: Eddy Schreyer w Future Disc Systems Studio, Hollywood |

## Notowania
| Lista (1994–1995)                      | Pozycja |
| -------------------------------------- | ------- |
| Album Rock Tracks (Stany Zjednoczone)  | 7       |
| Modern Rock Tracks (Stany Zjednoczone) | 22      |

## Interpretacje
- Zespół Theory of a Deadman nagrał własną wersję utworu, która znalazła się na stronie B singla „Santa Monica” oraz limitowanej edycji albumów Gasoline (2009) i Scars & Souvenirs (2009)[26].
- Pianista Brad Mehldau nagrał własną interpretację „Got Me Wrong” na albumie Where Do You Start (2012)[27].